# Stanisław Plater
Stanisław Plater (* Mai 1784 in Dawgieliszki, Litauen; † 8. Mai 1851 in Wroniawy bei Wollstein, Provinz Posen) war ein litauischer Graf (von Plater), und Bruder von Ludwik Plater. 

## Leben
Stanisław Plater stand 1806 bis 1815 als Offizier in polnischen Diensten, lebte dann längere Zeit in Posen und Paris. Er wurde als Historiker und Altertumsforscher bekannt.

## Schriften
- Atlas historique de la Pologne (Pos. 1827)
- Plan de siéges et batailles en Pologne pendant le XVII. et XVIII. siècle (das. 1828)
- Mała encyklopedia polska (Lissa 1841–47, 2 Bde.)